# 올슨 자매
애슐리 풀러 올슨(Ashley Fuller Olsen)과 메리케이트 올슨(Mary-Kate Olsen)은 미국의 패션 디자이너, 전직 배우이다. 이란성 쌍둥이이다.

## 패션 브랜드
mary-kate and ashley
자매가 12살 무렵에 시작한 브랜드로, 옷 외에 향수와 화장품, 액세서리도 발매했다. 2009년 브랜드는 종료하였다. 2012년에, 셀레나 고메즈가 이 브랜드의 영향을 받고 향수를 발매하였다.
THE ROW
2006년에 출시된 브랜드로, 애슐리가 메인으로 전개된다.
Elizabeth & James
2007년에 출시된 브랜드로, 자매의 주력 브랜드이다. 애슐리와 메리 케이트 모두 뮤즈이며 공동 디자이너도 맡았다. 이름은 여동생 엘리자베스와 오빠 제임스에서 유래한다. 데님 소재의 옷은 "Textile Elizabeth & James"로 전개하고있다. 그 외에도 쥬얼리, 선글라스, 신발도 다루고있다.
Olsenboye
2009년 11월, "mary-kate and ashley"의 후속 브랜드로 등장했다.

## 프로덕션
1993년 자신들의 프로덕션 듀얼스타(Dualstar)를 설립하고 동시에 최고 경영자에 취임하고 있다. 현재는 제작 활동은 실시하지 않고, 자매의 영상 작품, CD 작품, 상품의 라이센스 비용이 주요 수익이 되고 있다. 또한, 영상 작품 제작에는 워너 브라더스가 참여하고 있으며, 워너 홈 비디오가 소프트웨어의 판매 권한을 가지고있다. 비디오 작품의 총 매출은 전 세계적으로 약 3천만 개에 이른다.

## 기타
동물보호단체 페타에서 조롱거리가 되었다.